# Cratichneumon sicarius
Cratichneumon sicarius är en stekelart som först beskrevs av Johann Ludwig Christian Gravenhorst 1829.  Cratichneumon sicarius ingår i släktet Cratichneumon och familjen brokparasitsteklar. Arten är reproducerande i Sverige. Inga underarter finns listade i Catalogue of Life.